# Himeràbdids
Els himeràbdids (Hymerhabdiidae) són una família d'esponges de mar de l'ordre Agelasida.

## Gèneres
- Hymerhabdia Topsent, 1892
- Prosuberites Topsent, 1893